# Energie Waldeck-Frankenberg
Die Energie Waldeck-Frankenberg GmbH (EWF) ist ein Energieversorgungsunternehmen in Nordhessen.

## Geschichte
Die EWF GmbH entstand 2003 aus der Fusion der Stadtwerke Korbach GmbH und der Verbandselektrizitätswerk Waldeck GmbH (VEW). Im Jahr 2007 fusionierte die EWF mit den Stadtwerken Fritzlar. Hauptsitz des Unternehmens ist die Hansestadt Korbach. Daneben unterhält die EWF weitere Betriebsstellen in Bad Arolsen, Bad Wildungen, Battenberg, Fritzlar, Volkmarsen und Trendelburg.
Im Dezember 2011 gründete der Zweckverband Energie Waldeck-Frankenberg die Verbands-Energie-Werk Gesellschaft für Erneuerbare Energien mbH (VEW), deren Betriebsführung bei ihrer Schwestergesellschaft, der EWF liegt.
Im September 2022 sorgte der damalige Geschäftsführer Stefan Schaller für Aufsehen, als er auf Einladung Russlands am Scheinreferendum des im Rahmen des russischen Überfalls auf die Ukraine besetzten Gebietes Saporischschja als angeblicher „Wahlbeobachter“ teilnahm. Der Aufsichtsratsvorsitzende Jürgen van der Horst kritisierte die Reise scharf und Schaller wurde von den Aufsichtsräten zunächst freigestellt, dann erfolgte die Abberufung.

## Geschäftsfelder
Das Unternehmen versorgt Kunden im Landkreis Waldeck-Frankenberg, im Schwalm-Eder-Kreis und im Landkreis Kassel mit Strom, Erdgas sowie Wärme. Es ist zudem für die Wasserversorgung der Hansestadt Korbach zuständig. Weitere Geschäftsfelder sind der Öffentliche Personennahverkehr im Auftrag des Landkreises Waldeck-Frankenberg, der Betrieb des Henkel-Erlebnisbads in Vöhl sowie verschiedene Energiedienstleistungen für Kommunen und für kommunale Unternehmen.
Gesellschafter des mehrheitlich kommunalen Energieversorgers sind der Zweckverband Energie Waldeck-Frankenberg (51,82 %), die Thüga Holding GmbH & Co. KGaA (32,89 %) sowie die EAM Beteiligungen GmbH (15,29 %). Das Versorgungsunternehmen beschäftigt über 350 Mitarbeiter.

## Unternehmensdaten
- Die Stromtransportmenge lag im Geschäftsjahr 2021 bei 1,1 Milliarden Kilowattstunden. Das Unternehmen betreibt eigene Erzeugungsanlagen, darunter zwei Wasserkraftanlagen in Fritzlar.
- Die Transportmenge für Erdgas lag im Jahr 2021 bei 1,5 Milliarden kWh.
- Die Wärmelieferung lag im Jahr 2021 bei 40 Millionen Kilowattstunden.
- Die Energie Waldeck-Frankenberg GmbH ist im Auftrag des Landkreises Waldeck-Frankenberg auch für den öffentlichen Personen-Nahverkehr (ÖPNV) zuständig. Das Geschäftsfeld umfasst 32 Buslinien und 56 Linien des Ruf-Sammel-Taxis.
- Die Energie Waldeck-Frankenberg GmbH ist auch Eigentümer und Betreiber des Henkel-Erlebnisbads in Vöhl.